# Autrécourt-sur-Aire
Autrécourt-sur-Aire ist eine französische Gemeinde mit 112 Einwohnern (Stand 1. Januar 2022) im Département Meuse in der Region Grand Est. Sie gehört zum Kanton Dieue-sur-Meuse im Arrondissement Bar-le-Duc.

## Lage
Die Gemeinde liegt rund 30 Kilometer nördlich von Bar-le-Duc und wird vom Fluss Aire durchquert.
Nachbargemeinden sind Lavoye im Norden, Ippécourt im Osten, Nubécourt im Südosten, Foucaucourt-sur-Thabas im Südwesten, Waly im Westen sowie Beaulieu-en-Argonne und Froidos im Nordwesten.

## Bevölkerungsentwicklung
| Jahr      | 1962 | 1968 | 1975 | 1982 | 1990 | 1999 | 2008 | 2019 |
| --------- | ---- | ---- | ---- | ---- | ---- | ---- | ---- | ---- |
| Einwohner | 212  | 146  | 105  | 96   | 105  | 110  | 134  | 118  |

## Sehenswürdigkeiten
- Kirche Saint-Avit

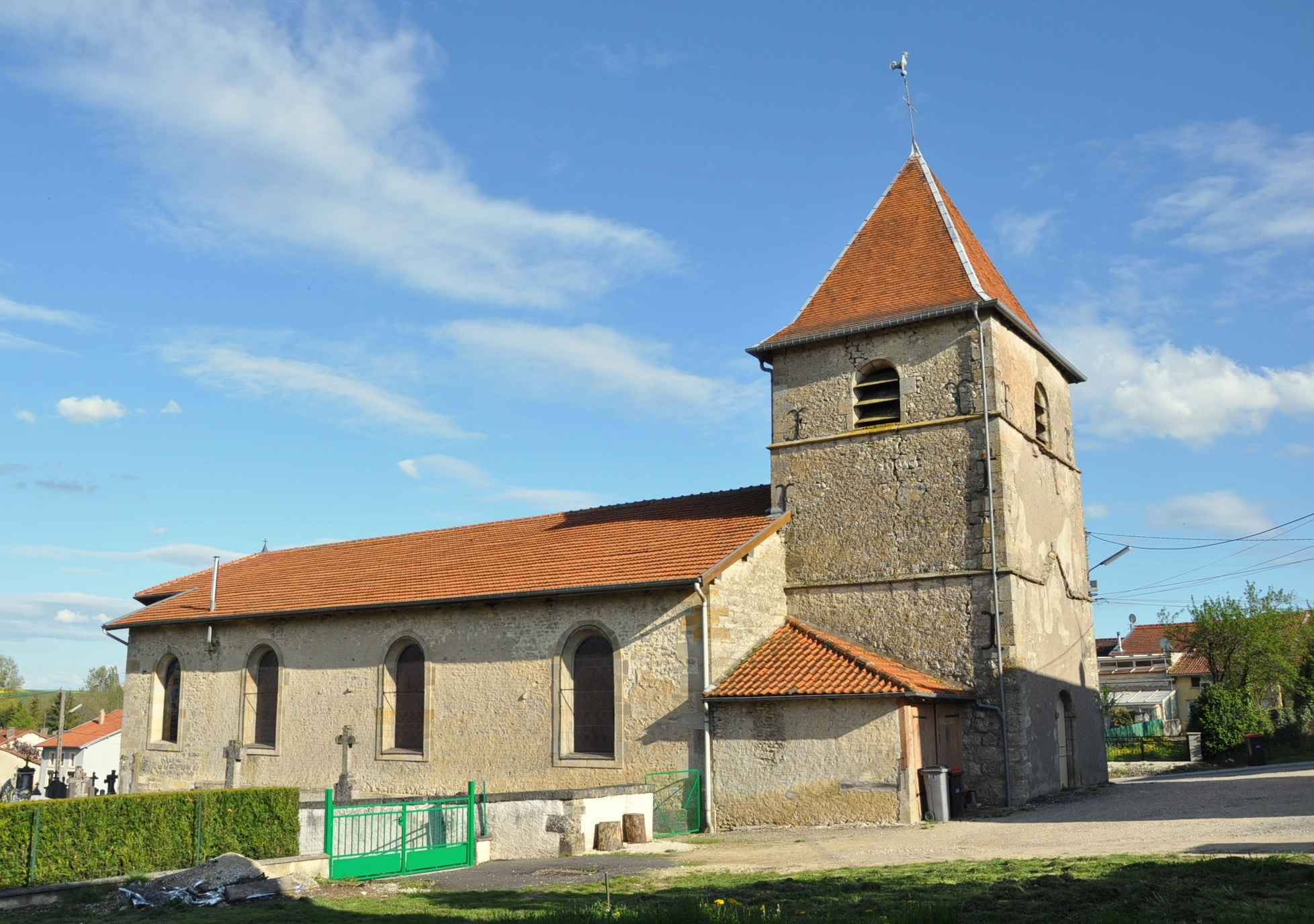
Kirche Saint-Avit

- Taubenturm des ehemaligen Schlosses
- ehemaliges Waschhaus (Lavoir)